# Morannes-sur-Sarthe
Morannes-sur-Sarthe é uma ex-comuna francesa na região administrativa da Pays de la Loire, no departamento de Maine-et-Loire. Estendeu-se por uma área de 47,35 km². Em 2010 a comuna tinha 3 734 habitantes (densidade: 78,8 hab./km²).
A municipalidade foi estabelecida em 1 de janeiro de 2016 e consiste na fusão das antigas comunas de Morannes e Chemiré-sur-Sarthe. Em 1 de janeiro de 2017 foi fundida com a comuna de Daumeray para a criação da nova comuna de Morannes sur Sarthe-Daumeray.